# Malcolm-Jamal Warner
Malcolm-Jamal Warner (ur. 18 sierpnia 1970 w Jersey City, zm. 20 lipca 2025 w prowincji  Limón w Kostaryce) – amerykański aktor, reżyser i producent filmowy. Występował w roli Theo Huxtable’a w sitcomie NBC Bill Cosby Show.
Został nazwany na cześć Malcolma X i pianisty jazzowego Ahmada Jamala.
W lipcu 2025 utonął podczas wakacji w Kostaryce.